# Polycyrtidea gracilis
Polycyrtidea gracilis är en stekelart som beskrevs av Henry Lorenz Viereck 1913. Polycyrtidea gracilis ingår i släktet Polycyrtidea och familjen brokparasitsteklar. Inga underarter finns listade i Catalogue of Life.